# Антуполи (дем Даутбал)
Антуполи (на гръцки: Ανθούπολη), по-старо Антокипи (Ανθόκηποι), е село в Република Гърция, дем Даутбал, област Централна Македония със 189 жители (2001).

## География
Селото е разположено в северната част на Солунското поле, на 2 km източно от Даутбал (Ореокастро) в прохода Дервент (Дервени). Непосредствено южно от селото е разкрит некрополът на античния град Лете.